# Desbordamiento de pila
En informática, un desbordamiento de pila (stack overflow/overrun) es un problema aritmético que hace referencia al exceso de flujo de datos almacenados en la pila de una función, esto permite que la dirección de retorno de la pila pueda ser modificada por otra parte de un atacante para obtener un beneficio propio, que generalmente es malicioso.
Normalmente, se utilizan dos métodos para modificar la dirección almacenada en la pila: directo e indirecto. Los atacantes comenzaron a desarrollar ataques indirectos, que tienen menos dependencias, para eludir las medidas de protección que se implementaron para reducir los ataques directos.